# Elsa Vidal
Elsa Vidal, née en 1974, est une journaliste, humanitaire et essayiste française. Spécialiste de l'espace post-soviétique, elle est depuis 2022 rédactrice en chef de la rédaction en langue russe de RFI.

## Biographie
Elsa Vidal est diplômée de l'INALCO en russe et mongol, et de Sciences Po en relations internationales. Elle effectue un échange universitaire post diplôme à l'université Keiō de Tokyo et entame sa carrière professionnelle comme journaliste à la Chambre de commerce et d'industrie française au Japon.
De 2003 à 2006, elle travaille au service communication de l'Institut de veille sanitaire. Elle est directrice du bureau Europe et ex-URSS de Reporters sans frontières de 2006 à 2011,. Elle devient ensuite chercheuse et journaliste indépendante, principalement en Russie. De 2013 à 2018, elle représente plusieurs ONG internationales, dont Médecins du monde, Oxfam et Médecins sans frontières, en ex-Union soviétique. Ses missions portent sur les violences genrées, les populations déplacées et les droits civils en zones de conflit, notamment en Tchétchénie et Syrie, en coopération avec les autorités et la société civile.
De 2019 à 2021, elle travaille comme assistante d'édition à l'ANSES. En janvier 2022, elle est nommée rédactrice en chef de la rédaction en langue russe de Radio France internationale.
Depuis 2021 elle est également juge assesseur, représentant le Haut Commissariat aux réfugiés (UNHCR) à la Cour nationale du droit d’asile. 
Elle est chroniqueuse sur BFMTV dans le cadre de la séquence « Le choix d'Elsa » entre 20 h 20 et 20 h 35. 

## CNCDH
Elle a été membre de la Commission nationale consultative des droits de l'homme (CNCDH) d'octobre 2021 à avril 2022, y représentant Médecins du monde.

## Ouvrage publié
En 2024, son essai intitulé La Fascination russe paraît aux éditions Robert Laffont,. Dans cet ouvrage, l'auteur questionne et remet en cause l'image de la classe dirigeante russe telle qu'est portée par les élites  intellectuelles et politiques françaises,.